# Авария в энергосистеме США и Канады (2003)

Штаты и провинции, оставшиеся без электричества

14 августа 2003 года между 15:45 и 16:15 по стандартному восточному времени (23:45 и 0:15 по московскому времени), наблюдатели в Кливленде, Толидо, городе Нью-Йорк, Олбани, Детройте и в части Нью-Джерси сообщили о перебоях в подаче электроэнергии. Позже последовали проблемы в изначально не затронутых регионах, включая все 5 районов города Нью-Йорк и в части Лонг-Айленда, округе Уэстчестер, штатах Нью-Джерси, Вермонта и Коннектикута и большей части юга провинции Онтарио, включая Торонто.
Около 10 млн человек в Канаде (примерно треть населения) и 40 млн в США остались без электричества. Однако, большинство жизненно важных служб продолжали работать.
Закрылись многие аэропорты, включая международный аэропорт Пирсона в Торонто и все аэропорты Нью-Йорка. Во многих местах, включая Торонто и Нью-Йорк, прекратило работу метро. Застрявших в метро пассажиров пришлось эвакуировать. В отдельных местах, в частности в Детройте, были перебои с водой. Мобильные телефоны работали очень плохо, с большими перебоями, но стационарная телефонная связь продолжала функционировать. В результате у телефонных автоматов на улицах выстроились огромные очереди. Провайдеры продолжали работать, но в условиях отсутствия электричества единственным способом входа в интернет во многих местах осталось соединение через ноутбуки, работающие от аккумуляторов. Поскольку транзисторных приёмников у многих жителей США и Канады не было, они остались без возможности узнать новости. Жара в Нью-Йорке достигла 33 °C в тени, но кондиционеры и вентиляторы не работали.
Однако, в отличие от сбоя электросети Нью-Йорка 1977 года, не было массовых разграблений. Более того, уровень преступности был даже ниже, чем в другие дни.
Денежный ущерб составил 6 миллиардов долларов.
Причины аварии, как выяснилось, следующие:
- Деревья под линиями электропередачи периодически подстригают. В Кливленде, Огайо, это не было сделано.
- Из-за очень высокого потребления электроэнергии линии электропередачи в Кливленде нагрелись, провисли (из-за теплового расширения проводов) и коснулись деревьев. Произошло замыкание на землю, отработала защита.
- Электростанция в Кливленде вышла из строя.
- Из-за ошибки в компьютерной системе, а также из-за нехватки персонала, другие центры управления не были извещены.
- Произошло каскадное отключение около 100 других электростанций.

Подобная авария происходила в США 9 ноября 1965 года. Тогда 30 миллионов человек остались без электричества.